# PicPay
PicPay é uma fintech brasileira, criada por empreendedores do estado do Espírito Santo, disponível para download em celular dos sistemas operacionais Android e iOS, que funciona como uma carteira digital.  
Em maio de 2020, atinge a marca de 20 milhões de usuários no Brasil, segundo a Reuters. Em outubro de 2021, a fintech atingiu a marca de 60 milhões de clientes, além disso, a empresa estreou como patrocinador da edição do BBB 21 e firmou parceria com o SBT para uma nova versão do Show do Milhão.

## Controvérsias
Para impelir o uso do aplicativo, o PicPay oferecia a novos usuários o valor em crédito no valor de dez reais se fosse indicado por alguém através de um código ou link. Porém, algumas pessoas prometiam devolver aos recém usuários cadastrados o dobro do valor se lhe transferissem uma determinada quantidade de crédito. Golpistas se aproveitaram e usavam nomes de empresas para enganar esses novos usuários.

## Prêmios
- Prêmio iBest 2020 - Top 3 pelo Júri Oficial e Vencedor pelo Júri Popular na categoria Fintech
- Prêmio iBest 2020 - Vencedor pelo Júri Popular e Oficial na categoria SuperApp
- Prêmio iBest 2021 - Vencedor pelo Júri Popular e Oficial na categoria Fintech
- Prêmio iBest 2021 - Vencedor pelo Júri Popular e Oficial na categoria Superapp
- Prêmio Reclame Aqui 2023 - Top 3 na categoria de Bancos e Cartões Digitais
- Prêmio Reclame Aqui 2024 - Primeiro lugar na categoria Pagamentos Online
- Prêmio Reclame Aqui 2024 - Primeiro lugar na categoria Empréstimos Online
- Prêmio Banking Transformation 2024 na categoria de Melhor Iniciativa de Educação
- Prêmio iBest 2024 - Vencedor pelo Voto Popular na categoria Banco Digital